# 王炎 (宋朝進士)
王炎（1138年—1218年），字晦叔，一字晦仲，自号双溪，徽州婺源（今江西省婺源县）人，南宋文学家。

## 生平
提刑王汝舟从曾孙。生于绍兴八年，自幼笃学，宋孝宗乾道五年（1169年）郑侨榜进士。任明州司法参军，丁母忧，再调鄂州崇阳（今属湖北省）主簿，张栻帅江陵，王炎入其幕府。淳熙十年（1183年），改任潭州（今湖南省长沙市）教授，改知临湘县。与淳熙年间观文殿大学士王炎同名姓。后通判临江军，知饶州。入临安府除太学博士，宋宁宗慶元三年（1197年）迁秘书郎，庆元四年（1198年）十月，著作佐郎兼实录院检讨。庆元中期出守湖州。庆元五年（1199年），复官升著作郎兼考功郎、吴兴郡王府教授，又兼待左郎官、礼部员外郎。慶元六年（1200年）二月为军器少监，累官至军器监兼权礼部郎官、中奉大夫，赐金紫光禄大夫，封婺源县男。所居在武水之阳，双溪合流，因以自号双溪。他用力著《易解》，书未成病重，对天祝告：“愿须臾毋死，以成此书。”嘉泰元年（1201年）罢，嘉定十一年（1218年）卒，年八十一。

## 轶事
平生与朱熹交谊颇深。朱熹为待制，侍经筵，适逢宋宁宗居丧，朱熹择日开讲。王炎给他写信论其非礼。

## 著作
《四库全书总目提要》称其诗文“博雅精深”、“具有根柢”。著作总题《双溪类稿》，佚失，今仅存诗文《双溪集》二十七卷，为赋乐府一卷，诗词九卷，文十七卷。咏物常寄高洁之怀，著有《双溪诗余》，《双溪诗余》自序“不溺于情欲,不荡而无法”、“不贵豪壮语”、“性婉转妩媚为善”。《双溪诗余自叙》称已接触到词家豪放和婉约两种不同的艺术风格。王炎兼通医道。平时留心医药，且有著述。其中有所注《伤寒论》等，已佚。《双溪文集》中有“运气论”、“本草正经序”等有关医药内容。所辑《本草正经》三卷，为《神农本草经》最早辑本，今佚。著有《读易笔记》八卷及《易数稽疑》，《周易音训》12卷，传于世。另著有《易解》，今亡佚。